# Elmar Mai

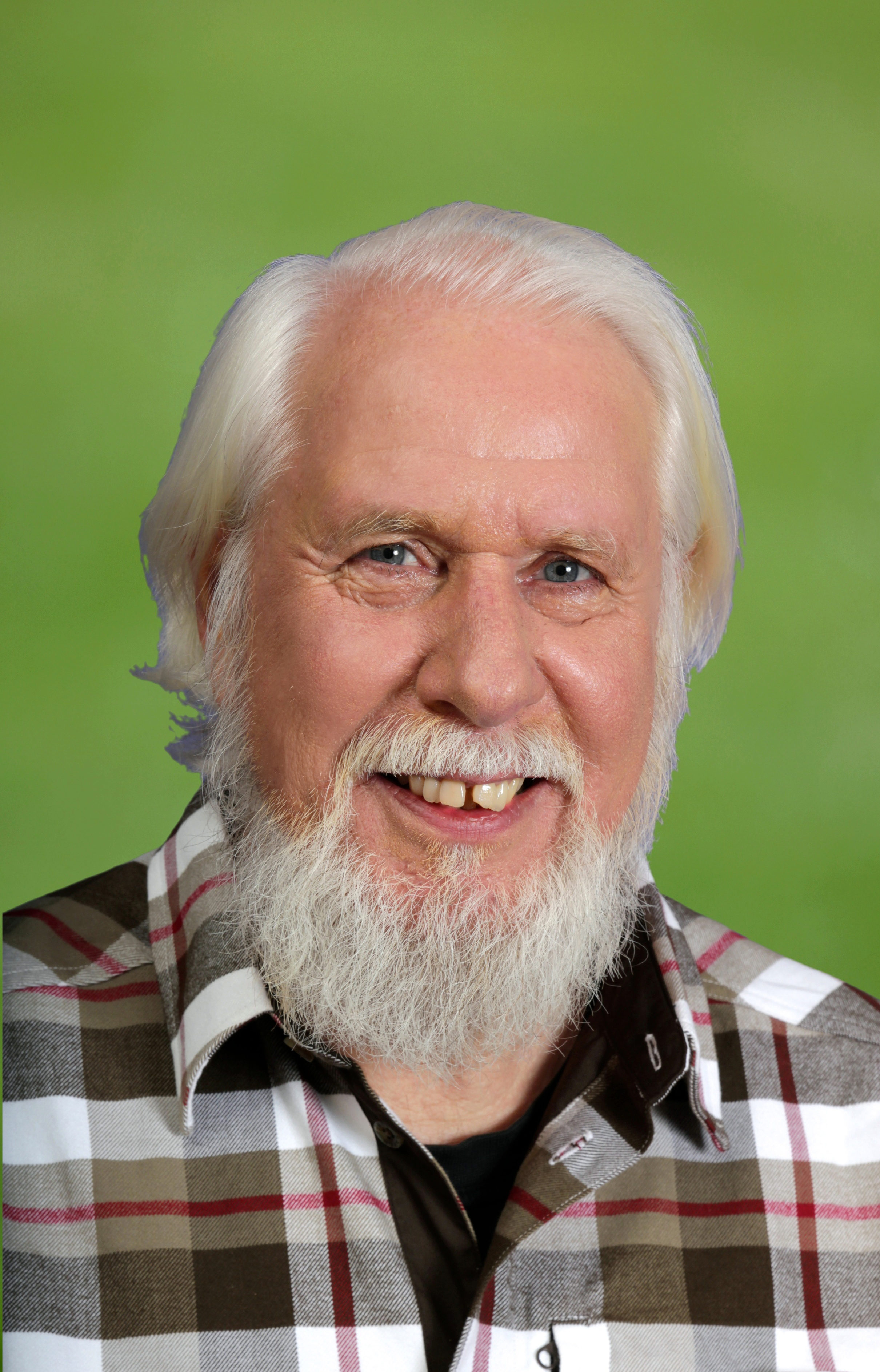
Elmar Mai, Oktober 2011

Elmar Mai (* 2. Juli 1948 in Bayreuth) ist ein deutscher Biologe, Autor, Filmrealisator und Wissenschaftsjournalist. Bekannt ist er vor allem durch seine Live-Auftritte in dem ZDF-Ratgebermagazin Volle Kanne – Service täglich.

## Leben
Elmar Mai wuchs in Würzburg auf. Nach dem Abitur und dem Grundwehrdienst in Marienheide studierte er in Köln ab 1971 zunächst Chemie; bald wechselte er zur Biologie. Das Studium schloss er als Diplom-Biologe ab. Seit 1984 arbeitet er für verschiedene öffentlich-rechtliche Sendeanstalten als Autor und Realisator. Außerdem ist Mai als Buchautor, Vortragsredner, Autor von Fachbeiträgen für Printmedien, Reiseleiter für Naturreisen sowie als Conceptioner und Realisator von Industriefilmen tätig. Seit einem Aufenthalt in der Dominikanischen Republik im Jahr 1993 erforscht Mai auf regelmäßigen Reisen die Flora und Fauna des Landes und engagiert sich auf politischer Ebene für deren Erhalt. Elmar Mai ist geschieden und hat einen Sohn.

## TV-Arbeit
Von 1984 bis 2010 realisierte Mai mehr als 200 Beiträge für die Magazinsendung ARD-Ratgeber Heim+Garten. Außerdem ist Mai seit 1984 zusammen mit dem Kameramann Jens Hamann als Realisator für Die Sendung mit der Maus tätig. Ihre Beiträge beantworten grundlegende Fragen von Kindern zu Tieren und Pflanzen. Einem breiteren Fernsehpublikum ist Mai durch seine regelmäßigen Live-Auftritte in über 500 Sendungen des ZDF-Magazins Volle Kanne – Service täglich bekannt, wo er seit 1999 Gartentipps gibt. Darüber hinaus ist er in dem Magazin regelmäßig in Filmbeiträgen zu Sonderthemen rund um Natur und Garten zu sehen.

## Sonstiges
- Seit 1989 ist Mai Initiator der „ersten Pflanzentauschbörse in Deutschland“ (E. Mai), die er seither zweimal jährlich in Rösrath veranstaltet.
- Seit 2000 unterstützt Mai kleinere Lernprojekte verschiedener Schulen im Kölner Raum. Dazu gehören Pflanzaktionen, die Schülern helfen sollen, die Natur besser zu verstehen.
- Seit 2011 tritt Mai unter dem Motto „Natur verstehen und neu erleben!“ als Vortragsredner auf.
- Seit 2012 ist Mai fachlicher Begleiter der Pflanzaktionen der von der Interessengemeinschaft Alpenerplatz initiierten Umgestaltung des Alpener Platzes in Köln-Ehrenfeld.
- Elmar Mai sammelt und präpariert urzeitliche Schnecken[3] unter den Aspekten der Evolution und Biogeographie.

## Bücher
- Elmar Mai: Dominikanische Republik. Naturreiseführer. NTV Natur und Tier-Verlag, Münster 2011, ISBN 978-3-86659-041-0.
- Andrea Ballschuh, Elmar Mai: Gärtnern ist mein Yoga. Gummistiefel meine Pumps. Plassen Buchverlage, Kulmbach 2014, ISBN 978-3-86470-173-3.